# Beauvois-en-Cambrésis
Beauvois-en-Cambrésis település Franciaországban, Nord megyében. Lakosainak száma 1948 fő (2022. január 1.). Beauvois-en-Cambrésis Bévillers, Fontaine-au-Pire, Béthencourt, Boussières-en-Cambrésis, Carnières és Caudry községekkel határos.

## Népesség
A település népességének változása:
| Lakosok száma | 2132 | 2089 | 2103 | 2072 | 2038 | 2004 | 1970 | 1959 | 1948 |
|               | 2013 | 2015 | 2016 | 2017 | 2018 | 2019 | 2020 | 2021 | 2022 |